# Bazoches-sur-Vesles
Bazoches-sur-Vesles är en kommun i departementet Aisne i regionen Hauts-de-France i norra Frankrike. Kommunen ligger  i kantonen Braine som ligger i arrondissementet Soissons. År 2019 hade Bazoches-sur-Vesles 461 invånare.

## Befolkningsutveckling
Antalet invånare i kommunen Bazoches-sur-Vesles
Referens: INSEE